# (4107) Rufino
(4107) Rufino ist ein Hauptgürtelasteroid, der am 7. April 1989 von der US-amerikanischen Astronomin Eleanor Helin vom Palomar-Observatorium aus entdeckt wurde.
Der Asteroid wurde nach Rufus J. Walker, einem US-amerikanischen Arzt und Leiter des medizinischen Teams des Jet Propulsion Laboratory benannt.